# Zwetelina Penkowa

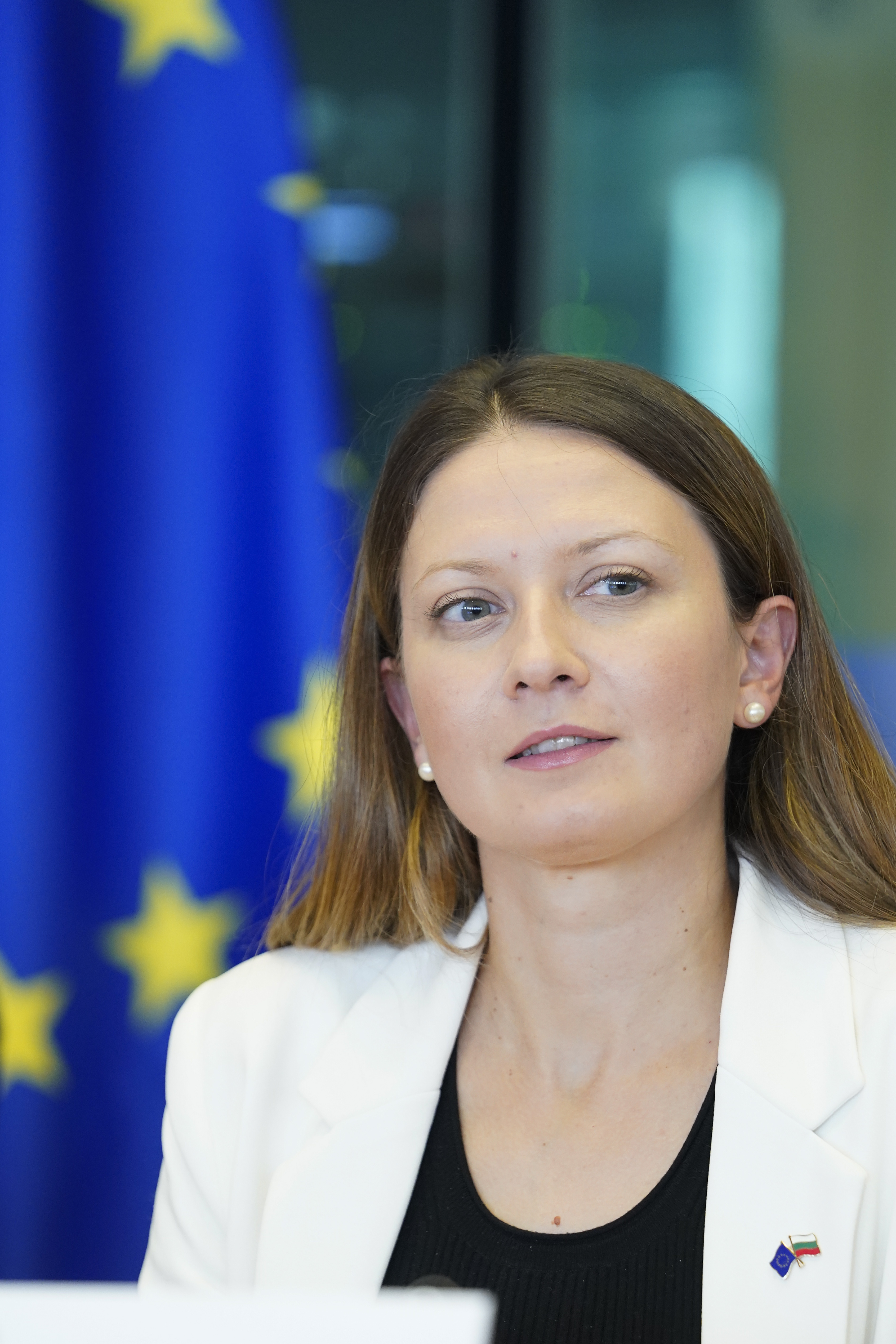
Zwetelina Penkowa (2024)

Zwetelina Marinowa Penkowa, bulgarisch Цветелина Маринова Пенкова, englische Transkription Tsvetelina Marinova Penkova (geboren am 19. Februar 1988 in Sofia) ist eine bulgarische Politikerin (BSP). Seit der Europawahl 2019 ist Penkova Mitglied des Europäischen Parlaments als Teil der S&D-Fraktion.

## Leben
Penkova wuchs in Sofia auf und absolvierte ihre Schulausbildung an der Mathematikhochschule und am American College. Nach ihrer Schulausbildung studierte Penkova von 2009 bis 2013 sowohl Business Management (auf BA) an der Central European University in Budapest, wie Wirtschaftswissenschaften (ebenfalls auf BA) an der Mailänder Bocconi-Universität. Anschließend absolvierte sie einen Master of Science in Finanzökonomie an der Universität Oxford.
Nach ihrer universitären Ausbildung wechselte Penkova zur Royal Bank of Scotland, wo sie von 2014 bis 2017 als Kapitalmarkanalystin tätig war. Später wechselte sie zu Hayfin Capital Management, wo sie ab 2017 in der Geschäftsentwicklung tätig war. Parallel dazu war sie einer Mitgründerin des Thinktanks Millennium Club Bulgaria, eine Organisation, die in Bulgarien und im Ausland lebende Bulgarinnen und Bulgaren zusammenbringen soll.
2019 wechselte sie in die Politik und trat der Bulgarischen Sozialistischen Partei bei, die sie im gleichen Jahr auf den vierten Platz der Europawahlliste nominierte. Bei der Wahl gewann die BSP deutlich an Stimmen hin (plus 5,5 Prozent) und gewann damit fünf der 17 bulgarischen Mandate, sodass Penkova direkt der Einzug gelang. Sie trat gemeinsam mit ihren Parteikolleginnen und -kollegen der sozialdemokratischen S&D-Fraktion bei. Für die Fraktion ist Penkova Mitglied im Haushaltskontrollausschuss, im Ausschuss für regionale Entwicklung, sowie seit Februar 2020 auch im Ausschuss für Industrie, Forschung und Energie. Des Weiteren ist sie stellvertretendes Mitglied im Ausschuss für Binnenmarkt und Verbraucherschutz.